# Dendrobium soriense
Dendrobium soriense är en orkidéart som beskrevs av Howcroft. Dendrobium soriense ingår i släktet Dendrobium, och familjen orkidéer.
Artens utbredningsområde är Papua Nya Guinea. Inga underarter finns listade i Catalogue of Life.